# Número de identidad de extranjero
Il número de identidad de extranjero (NIE), in italiano numero di identità dello straniero, è un codice per l'identificazione fiscale degli stranieri in Spagna. Il governo spagnolo ha collegato il NIE alla residenza, includendolo nel permesso di soggiorno, e alla previdenza sociale spagnola.

## Struttura del NIE
Il NIE è composto da una lettera iniziale, sette cifre e un carattere di verifica alfabetico. La lettera iniziale è una X per NIE assegnati fino al 15 luglio 2008 e una Y per NIE assegnati dal 16 luglio 2008. Inizialmente, i NIE erano composti dalla lettera X più 8 cifre ed il carattere di controllo, ma successivamente  fu eliminata una cifra in modo che avessero la stessa lunghezza di NIF (Número de identificación fiscal) e CIF (Código de identificación fiscal), e fu permesso l'utilizzo delle lettere Y e Z prima che fossero emessi 9 999 999 NIE inizianti con la lettera X, superando la capacità delle 7 cifre; questa modifica non intacca la validità dei NIE emessi in precedenza.

## Uso e richiesta
Ai sensi dell'articolo 101 del regolamento spagnolo sull'immigrazione, approvato dal regio decreto 2393/2004, del 30 dicembre, gli stranieri che, a causa dei loro interessi economici, professionali o sociali, stabiliscono relazioni con la Spagna, saranno dotati, ai fini dell'identificazione, di un numero personale, unico ed esclusivo, di natura sequenziale. Il numero personale sarà l'identificatore dello straniero e dovrà essere riportato su tutti i documenti richiesti e rilasciati, nonché sulle procedure riportate sulla carta d'identità o sul passaporto. È necessario per acquistare proprietà, veicoli e barche.
Sono ammesse le seguenti tre tipologie di richieste di assegnazione del NIE:
- presentate personalmente in Spagna dall'interessato, nel qual caso si dovrà dimostrare di trovarsi legalmente sul territorio spagnolo e giustificare documentalmente il motivo della richiesta di assegnazione del NIE.
- presentate in Spagna da un rappresentante dello straniero, certificando tale rappresentanza con procura generale o speciale, nonché giustificando documentalmente il motivo della richiesta di assegnazione del NIE.
- presentate nelle rappresentanze diplomatiche o negli uffici consolari spagnoli situati nel paese di residenza del richiedente, unitamente ai documenti che giustificano il motivo della richiesta di assegnazione del NIE.

Gli stranieri possono usare il NIE per iscriversi al registro comunale dei residenti.
Sono necessari quattro documenti per la richiesta del NIE:
- modulo EX 15 compilato e firmato, in doppia copia: originale e fotocopiato (l'originale sarà restituito al richiedente);
- passaporto: originale e fotocopia;
- indirizzo di residenza in Spagna;
- un motivo scritto per giustificare la necessità del NIE (rilasciato da un contabile, un notaio, un direttore di banca, un agente assicurativo, un futuro datore di lavoro, ecc.)[8].